# .hack (遊戲)
.hack（又稱遊戲版.hack、.hack//Games），由CyberConnect2所制作、BANDAI（現：BANDAI Namco 萬代南夢宮娛樂）發售的电子游戏。.hack計劃（Project .hack）的起點。
現時，.hack的遊戲可分為三個系列。

## 遊戲大概
- Vol.1 感染擴大
- Vol.2 惡性變異
- Vol.3 侵食污染
- Vol.4 絕對包圍

## 遊戲系統

### ALTIMIT OS
就和#概要顯示的一樣，要開始遊戲，要先從架空OS・ALTIMIT的桌面開始。
在桌面上，有以下選項。
The World
網絡遊戲《The World》開始。
Log in
BBS
Quit
Mailer
News
Accessory
Audio
Data

### 伺服器及起始城鎮
The World有複數的伺服器存在，用戶能在那伺服器中往返。在那些伺服器中，必定有個作為據點的起始城鎮。
在登陸時及由冒險區歸來時，都會被傳送到起始城鎮。在起始城鎮也能和朋友組隊、武器防具遊具的買賣、豬驢的培養等。
本作中的伺服器及起始城鎮名稱是以下：
Δ(デルタ)サーバ
水の都マク・アヌ
Θ(シータ)サーバ
高山都市ドゥナ・ロリヤック
Λ(ラムダ)サーバ
文明都市カルミナ・ガデリカ
Σ(シグマ)サーバ
空中都市フォート・アウフ
Ω(オメガ)サーバ
遺跡都市リア・ファイル

## 登場人物

### 主要人物
- 凱特
- 黑玫瑰
- 巴爾孟克
- 歐卡
- 奧拉
- 黑爾芭
- 留斯
- 威茲曼
- 米亞
- 艾爾克
- 哈洛爾德·修伊

### 主要人物以外
- 蜜絲托萊爾
- 小洋洋
- 夏芽
- 嘉蒂妮雅
- 砂嵐三十郎
- 紐克兔丸
- 馬洛
- 蕾雀兒
- 月長石
- 寺島良子